# Бебешка кутия
Бебешка кутия или Бебешки люк е място, където хората (обикновено майките) могат анонимно да оставят новородени бебета на безопасно място, за да бъдат намерени, обгрижвани и евентуално осиновени. Тази практика е била често срещана през Средновековието и през 18 и 19 век, когато се е използвало устройство известно още като осиновяващо колело. Тези устройства са изчезнали в края на 19 век, но съвременната форма, бебешката кутия, се въвежда отново през 1952 г. и от 2000 г. се използва в много страни. По-разпространена е в Германия, където има около 100 люка, Полша – 67 и в Пакистан, където има повече от 300 такива бебешки кутии към 2006 г.

## Причини за използване на бебешки кутии
Една от причините, поради които много бебета се изоставят, особено в миналото, е, че са родени извънбрачно. Днес бебешките люкове са по-често предназначени да се използват от майки, които не могат да се справят с грижите за собственото си дете и не желаят да разкриват самоличността си. В някои страни е незаконно майките да раждат анонимно в болница, а изоставянето на бебето е единственият начин те безопасно и тайно да оставят детето си, за да се грижат други за него. В Индия и Пакистан целта на бебешките люкове е главно да осигурят алтернатива на убийството на бебета, което се случва поради социално-икономически фактори, включително високата цена на зестрата.

## Правни аспекти
Някои правни проблеми с бебешките люкове са свързани с правото на децата да знаят собствената си самоличност, гарантирано от член 8 на Конвенцията на ООН за правата на детето.

### Австрия
В Австрия законът третира бебетата, намерени в бебешки люкове, като намерени деца. Местната служба за социални услуги за деца и младежи (Jugendwohlfahrt) се грижи за детето през първите шест месеца и след това то се дава за осиновяване. Жените имат право да раждат анонимно от 2001 г. насам.

### България
В България няма закон уреждащ изоставянето на бебета. 